# امیل مصطفی‌یف
امیل مصطفی‌یف (اوکراینی: Еміль Раміль огли Мустафаєв؛ زادهٔ ۲۴ سپتامبر ۲۰۰۱) بازیکن فوتبال اهل اوکراین است.
وی همچنین در تیم ملی فوتبال زیر ۲۱ سال جمهوری آذربایجان بازی کرده‌است.